# Yeşilköy (Tavas)
Yeşilköy ist ein Stadtteil im Bezirk Tavas in der Provinz Denizli in der Türkei.
Yeşilköy liegt etwa 20 km (Luftlinie) westlich von Tavas. Yeşilköy hatte laut der letzten Volkszählung 92 Einwohner (Stand 2022).